# Bellotti-Rotaugensalmler
Der Bellotti-Rotaugensalmler (Hemigrammus bellottii), auch Goldener Glühlichtsalmler genannt, ist ein kleiner Süßwasserfisch aus der Salmlerfamilie Acestrorhamphidae und kommt im Amazonasbecken im Oberlauf des Amazonas (Rio Solimões), im Rio Negro und Maroni vor.

## Merkmale
Hemigrammus bellottii hat einen langgestreckten, seitlich stark abgeflachten Körper und wird 4 Zentimeter lang. Seine Grundfärbung ist hellbraun, die Schuppen auf dem Rücken sind dunkel umrandet, der Bauch ist silbrig bis weißlich. Vom Hinterrand des Kiemendeckels bis zur Schwanzflossenbasis verläuft ein silbriger Längsstreifen, darüber, auf der hinteren Körperhälfte, ein weiterer schmaler Streifen. Zwei weitere schmale, dunkle Linien liegen oberhalb der Afterflosse. Die Flossen sind gelblich, die Iris silbrig, ihr oberer Bereich rötlich. Hinter dem Kiemendeckel zeigt sich ein schwach ausgeprägter dunkler Fleck.
- Flossenformel: Dorsale 11, Anale 22–26.
- Schuppenformel: mLR 31–33, QR 5/3-3½.

## Lebensweise
Hemigrammus bellottii ernährt sich vor allem von kleinen Krebstieren und Insekten, hauptsächlich von Köcherfliegen-, Zuckmücken- und Eintagsfliegenlarven, sowie von Ameisen, die auf die Wasseroberfläche gefallen sind.